# مايك ستوك
مايك ستوك (بالإنجليزية: Mike Stock)‏ هو لاعب كرة قدم أمريكية أمريكي، ولد في 29 سبتمبر 1939.